# Fronton international
Pour les articles homonymes, voir Fronton.
Le fronton international, aussi connu sous le nom anglais de One-wall, est un jeu de balle de style indirect dont les règles ont été créées pour convenir à tous les joueurs de balle à main, quel que soit le pays d'où ils viennent et quelle que soit la modalité qu'ils pratiquent.
Le jeu consiste à frapper une petite balle de caoutchouc avec la main contre un mur. L'objectif est de marquer plus de points que l'équipe adverse. Il faut faire rebondir la balle sur le mur et dans la zone de jeu (à l’intérieur des lignes) de telle sorte que les adversaires ne puissent pas renvoyer la balle. Ce sport reprend les caractéristiques de plusieurs modalités de jeu de balle tels que  la pelote basque, le patball, le handball gaélique, le handball gallois et le fronton valencien.

## Court

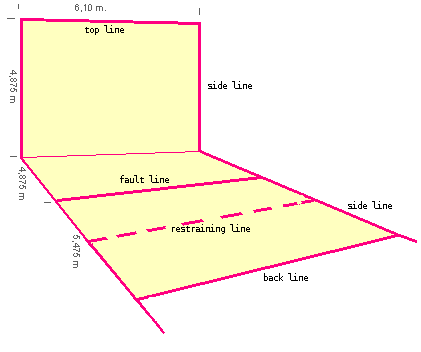
Court de fronton international

Le fronton international utilise la configuration de terrain la plus courante pour le style indirect : un simple mur sur lequel la balle doit rebondir.
Ce mur, appelé le fronton, fait 6,1 mètres de largeur et 4,9 mètres de haut. Deux lignes de 1,6 mètre tracées sur le sol partent des coins gauche et droit et marquent l'endroit où la balle peut rebondir, c'est la zone de jeu.
Un espace libre de 1,8 mètre en dehors du terrain de jeu est aménagé pour que les joueurs puissent jouer les balles risquant de rebondir deux fois.
La ligne de faute est tracée sur le sol à 4,9 mètres du fronton. Le joueur qui sert doit lancer la balle avant cette ligne et la balle doit la dépasser après avoir rebondi sur le mur.
À 10,6 mètre du fronton il y a une autre ligne au sol, la ligne de fond, après laquelle la balle ne doit pas rebondir.
Comme au handball américain, et contrairement à la pelote basque ou au fronton valencien, il n'y a pas de mur gauche ou arrière. La balle peut rebondir sur les lignes et il n'y a pas de ligne sur le fronton où tape la balle.

## Balle
La balle de fronton internationale est faite en matière synthétique, sans aucune couleur prédéterminée. Les règles de jeu du GAA handball [en date de janvier 2019] (qui sont conformes aux règles de jeu de la United States Handball Association), précisent que la balle doit avoir les caractéristiques suivantes :
1. Matériel. Le matériau doit être en caoutchouc ou en matière synthétique.
2. Couleur. La couleur est facultative.
3. Taille. Diamètre de 1 et 7/8 de pouce, avec un écart de +/- 1/32 de pouce.
4. Poids. La balle doit faire 61 grammes, avec une variation de +/- 3 grammes.
5. Rebond. Le rebond pour une chute libre de 70 pouces sur un plancher de bois est de 48 à 52 pouces à une température de 68 degrés F[1].

Cette balle est également utilisée dans les catégories « Big Ball » lors des Championnats Internationaux de Jeu de Balle organisés par la Confédération internationale du jeu de balle. La balle de One-wall est courante. Les plus connues sur le marché sont la « Urball » de  Decathlon, la « Challenger » de MacSports, la « Sky Bounce » etc. La « petite balle » (principalement utilisée dans les compétitions de handball gaélique à 4 murs est également utilisée dans les catégories « wallball » aux Championnats du monde.

## Règles
Deux joueurs (1 contre 1) ou quatre joueurs (2 contre 2) s'affrontent pour marquer des points, jusqu'à ce que l'un d'eux réalise deux sets (composés de 21 points).
En cas d'égalité, 1 set à 1, un troisième set doit être joué dans lequel le premier service est effectué par le vainqueur du set précédent.
Les joueurs frappent la balle avec leurs mains pour qu'elle rebondisse sur le mur avant et tombe sur le terrain de jeu. Celui qui n'y arrive pas commet une faute et perd un point, puis l'adversaire sert.
Une faute est commise si :
- Le joueur frappe la balle avec n'importe quelle partie du corps autre que la main,
- La balle ne rebondit pas sur le fronton,
- Le premier rebond du ballon au sol est hors de la zone de jeu,
- Le joueur frappe la balle après un second rebond au sol.

## Compétitions
Plusieurs grandes compétitions internationales sont organisées pour ce sport. D'autre part, des clubs, des communautés ou des associations régionales du monde entier organisent leurs propres tournois locaux ou régionaux.
Le 1 Wall European Tour est un tournoi européen de One-wall et de wallball. Six à huit nations organisent un open chaque année, avec un classement des meilleurs joueurs, des seniors aux débutants.
Chaque année, les championnats internationaux de jeu de balle sont organisés par la Confédération internationale du jeu de balle en collaboration avec les fédérations des pays qui en font partie (Argentine, Belgique, Colombie, Équateur, France, Italie, Mexique, Pays-Bas, Espagne, Uruguay et Angleterre).
Un championnat du monde de ce sport est également organisé par le Conseil mondial de jeu de balle tous les trois ans (ce Conseil représentant les fédérations américaines de jeu de balle) : États-Unis (United States Handball Association), Irlande (Gaa Taronball Ireland), Canada (Association canadienne de jeu de balle), Australie, Japon, Porto Rico et République tchèque). Toutefois, des joueurs venant des pays qui ne font pas officiellement partie du Conseil sont malgré tout invités à participer aux championnats du monde du Conseil.